# Alvorada do Norte
Alvorada do Norte là một đô thị ở bang Goiás. Dân số đô thị này năm 2020 ước khoảng 8,705 người.